# Exército Fantasma

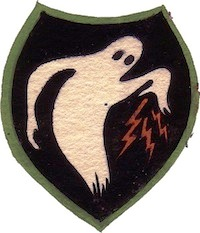
Insígnia do Exército Fantasma, não utilizada pela unidade real, mas associada a ela após a guerra

Exército Fantasma (em inglês:  Ghost Army) foi uma unidade tática de engano do Exército dos Estados Unidos durante a Segunda Guerra Mundial, oficialmente conhecida como 23.º Quartel-General das Tropas Especiais. A unidade de 1 100 homens recebeu uma missão única: enganar as forças armadas da Alemanha Nazista e induzi-las ao erro quanto ao tamanho e à localização das forças aliadas, dando tempo para que as unidades reais em outros lugares se movimentassem.
Ativado em 20 de janeiro de 1944, o Exército Fantasma chegou à Europa em maio, pouco antes do Dia D, e retornou aos Estados Unidos no final da guerra, em julho de 1945. Durante sua atuação, o Exército Fantasma realizou mais de 20 campanhas de engano, montando um “espetáculo itinerante” com tanques infláveis, caminhões de som, falsas transmissões de rádio, roteiros e simulações.
Sua história foi mantida em segredo por mais de 50 anos após a guerra, até ser desclassificada em 1996. A unidade foi tema de um documentário da PBS, The Ghost Army, em 2013. Em fevereiro de 2022, membros do Exército Fantasma foram condecorados com a Medalha de Ouro do Congresso, em reconhecimento ao seu serviço único e altamente distinto.

## História e implantação
O Exército Fantasma foi criado pelos planejadores do Exército dos Estados Unidos Ralph Ingersoll e Billy Harris, e liderado pelo Coronel Harry L. Reeder. A inspiração para a unidade veio das unidades britânicas que haviam aperfeiçoado a técnica de engano durante Operação Bertram na batalha de El Alamein no final de 1942.
A unidade teve seus alojamentos no Camp Forrest, no Tennessee, onde recebeu treinamentos intensivos em táticas de camuflagem, simulações de combate e defesa aérea. Durante esse período, a 406.ª Companhia de Engenheiros de Combate foi oficialmente ativada como parte do 23.º Quartel-General de Tropas Especiais.
Após completar os preparativos finais para o envio ao exterior, a companhia embarcou no transporte do Exército Henry Gibbons no dia 2 de maio de 1944, partindo de Hoboken, Nova Jersey, com destino ao Reino Unido.

## Recrutamento
Os soldados fantasmas eram incentivados a usar sua inteligência e talento para enganar, iludir e confundir o Exército Alemão. Muitos foram recrutados em escolas de arte, agências de publicidade e outras ocupações que estimulavam o pensamento criativo. Na vida civil, os soldados fantasmas eram artistas, arquitetos, atores, cenógrafos, engenheiros e advogados.
Embora o 23.º Quartel-General das Tropas Especiais fosse composto por apenas 1100 soldados, o contingente utilizava equipamentos desenvolvidos pelas forças britânicas, como tanques e artilharia falsos, aeronaves fictícias e alto-falantes gigantes que transmitiam sons de homens e artilharia para fazer os alemães acreditarem que se tratava de uma força de até duas divisões, com 30 000 homens. Os elaborados truques da unidade ajudaram a desviar unidades alemãs dos locais onde estavam posicionadas as maiores forças de combate aliadas.

## Segurança
A 406.ª Companhia de Engenheiros de Combate era responsável pela segurança. Os oficiais eram o Capitão George Rebh (comandante), o Tenente William George Aliapoulos (3.º Pelotão) (página 301), que recebeu a Estrela de Bronze por seu serviço durante a Operação Bretanha, o Tenente George Daley (1.º Pelotão), o Tenente Ted Kelker (Pelotão de Comando) e o Tenente Thomas Robinson (2.º Pelotão), conforme documentado no livro Ghosts of ETO (página 29). O livro afirma que o Capitão Rebh "Durante o treinamento no deserto, Rebh decidiu que, como engenheiros de combate, seus homens precisavam saber não apenas habilidades de engenharia, mas também como desempenhar o papel de soldados de infantaria. Ele os treinava em táticas de infantaria durante noites e fins de semana até que atingissem um nível razoável de proficiência" (página 29).

## Táticas

### Engano visual

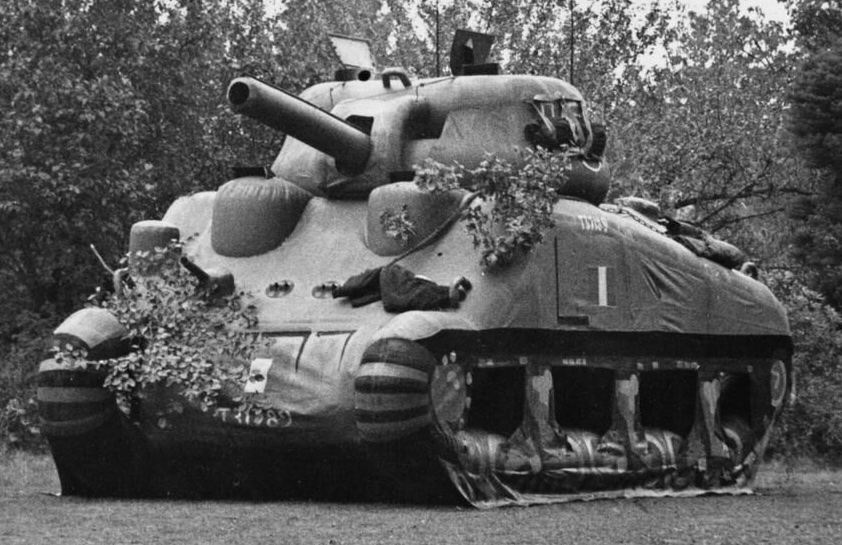
Um tanque inflável de mentira, modelado a partir do M4 Sherman

A unidade responsável pelo engano visual do chamado Exército Fantasma era a 23.ª Tropa de Quartel-General Especial do Exército dos EUA, e utilizava tanques e jipes infláveis para simular batalhões próximos a posições alemãs, mas distantes das verdadeiras forças aliadas. Os membros da unidade também usavam uniformes e insígnias diferentes para enganar a inteligência alemã, fazendo parecer que havia mais soldados do que realmente existiam. Além disso, eles montavam alto-falantes em caminhões para projetar sons de movimentação de tropas, tanques e construção de pontes.
Segundo o Washington Post, a 23.ª conseguiu convencer inimigos alemães de que contavam com até 30 mil soldados, levando algumas unidades a se renderem por medo de estarem em desvantagem. Suas ações foram tão eficazes que o Exército dos EUA manteve sua missão em sigilo até 1996.
Muitos dos homens dessa unidade eram artistas, recrutados de escolas de arte de Nova York e Filadélfia. A unidade tornou-se um celeiro para jovens artistas que desenharam e pintaram durante sua passagem pela Europa. Vários desses soldados-artistas tiveram grande impacto nas artes nos Estados Unidos no pós-guerra. Bill Blass, Ellsworth Kelly, o artista da vida selvagem Arthur Singer e Art Kane estavam entre os muitos artistas que serviram na 603.ª.

### Engano sonoro
A 3132.ª Companhia de Serviço de Sinalização Especial era responsável pelo engano sonoro. A unidade se consolidou sob a direção do Coronel Hilton Railey, uma figura carismática que, antes da guerra, havia "descoberto" Amelia Earhart e a lançado ao estrelato.
Com o auxílio de engenheiros da Bell Labs, uma equipe da 3132.ª foi até Fort Knox para gravar sons de unidades blindadas e de infantaria em uma série de discos de efeitos sonoros que seriam levados à Europa. Para cada operação de engano, os sons podiam ser “misturados” para corresponder ao cenário que eles queriam que o inimigo acreditasse. Esse programa foi gravado com gravadores de fio magnético de última geração (precursores do gravador de fita) e depois reproduzido com potentes amplificadores e alto-falantes montados em halftracks. Esses sons eram audíveis a até 15 milhas (24 km) de distância.

### Atmosfera
A unidade frequentemente utilizava efeitos teatrais para reforçar os outros enganos.

## Legado
Embora nenhuma unidade ativa do Exército trace uma linhagem formal da 23.ª, seu legado inspirou o Exército contemporâneo. Hoje, tanto as comunidades de operações psicológicas quanto de Operações de Informação (IO) usam o "ghost patch" como uma identidade informal, já que essas disciplinas se especializam em influenciar por meio de Operações Psicológicas (PO) e atividades de dissimulação (IO), que foram pioneiras na 23ª.
As Tropas Especiais do Quartel-General da 23.ª foram nomeadas Membros Honorários do Regimento de Operações Psicológicas do Exército dos EUA em 3 de novembro de 2022.